# モグラ〜ニャ
- モグラーニャ

『モグラ〜ニャ』（英題: Mole Mania）は、1996年7月21日に日本の任天堂から発売されたゲームボーイ用アクションパズルゲーム。
モグラの主人公「モグラ〜ニャ」を操作するトップビューのゲームで、地面に穴を掘る能力を用いて地上と地下を行き来しながらゲームを進める。
2000年3月1日よりニンテンドウパワーでの書き換えサービスが行われ、2012年11月7日からはニンテンドー3DS用のバーチャルコンソールとして配信が開始された。なお、このバーチャルコンソール版では、後述の「VSモード」はプレイできない。

## ゲーム内容

### クエストモード
全部で8つの「レベル」をクリアしていくモード。各レベルには複数のステージが含まれている。各ステージは一画面に収まる広さで、ステージ端の出口に到達するか出口をさえぎる壁を破壊するとクリアとなり、次のステージへ進める。最後のステージにいるボスを倒すとそのレベルのクリアとなる。クリア後には、レベル内で取得したアイテムやステージクリア状況などに応じて、100点満点中の点数が表示される。最初はレベル1しかプレイ出来ないが、クリアするとレベル2～7までプレイ出来るようになる。レベル7まで全てクリアするとレベル8をプレイ出来る。
ライフは4つで、敵などに触れてダメージを受けると画面右下のハートマークが4分の1ずつ欠けていき、ライフが全て無くなるとゲームオーバーとなる。ライフ残量はステージクリア後も引き継がれる。
ミニゲーム
各マップのどこかにあるボーナスステージの魔法陣に乗る事でプレイできる。制限時間内に全てのキャビッジを穴に入れる事がクリアの条件となる。ステージ内ではじんべえがおり、鍬で穴を掘ったり埋めたりしながら追いかけてくるが、鍬で攻撃されると制限時間が5秒減少する。また、ブーツの描かれたアイテムを取ると一定時間スピードアップするが、モグラ〜ニャは地下にあるものしか取る事が出来ず、地上にあるものはじんべえが取るとスピードアップする。

### VSモード
2台のゲームボーイ本体を通信ケーブルで接続し、上記のミニゲームで対戦するモード。プレイヤーはモグラ〜ニャかじんべえのいずれか一方を選ぶ。モグラ〜ニャはステージ上の穴にキャビッジを全て入れること、じんべえはそれを阻止することを目指す。制限時間内にモグラ〜ニャが全てのキャビッジを穴に入れればモグラ〜ニャの勝ち、終了時に1つでもキャビッジが残っていればじんべえの勝ちとなる。

### フィールド上の仕掛け
以降の項では「クエストモード」について記述する。
ハート
ライフが1/4回復する。触れた後は消滅する。
看板
ヒントじいさまからの攻略のヒントやじんべえからの挑戦文のほか、各レベルのスタート地点にはボスの紹介が書かれている。地上にも地下にも存在する。
黒いたま
大きな黒い玉。押す、引く、投げるといったアクションが可能。地面に空いた穴に落とすと最初にあった場所へ戻る。敵にぶつけて倒せるほか、壁にぶつけると破壊できる。
キャビッジ
球体の葉物野菜。穴に5個落とすことでライフが1/4回復する。各レベルに20個ある（最終レベルを除く）。壁は破壊できないが黒いたまと同じように扱える。ただし、エルボには入らない。
タル
穴に落とすと穴を塞ぐことができる。塞いだ穴は上を通る事が出来る代わりに地下は通れなくなる。壁は破壊できないが黒いたまと同じように扱える。
ふんどう
金属の重り。押すことはできるが、引いたり投げたりすることはできない。
エルボ
L字型の管。黒いたまやタルを投げ入れると90度軌道が変わる（前述の通り、キャビッジは入らない）。管の一方が壁などで塞がっていると、投げ入れたものが戻ってくる。ふんどうと同様、押せるが引く・投げることはできない。
カタパルト
矢印が描かれたパネル。上に黒いたまやタルを乗せると矢印の方向に打ち出される。エルボと違い、キャビッジを打ち出せたり、上を歩くことができる。
イガイガ
地上の障害物。上を歩くことはできないが、黒いたまなどを移動させる事は可能。
ボーナスステージ
五芒星が描かれた魔法陣。上に乗ると別の場所に転移し、ミニゲームに挑戦できる。1度クリアすると消えるが、100点を取ると再び現れ何度でも挑戦できる。

### メニュー画面のアイテム
マップアイテム
現在地を把握できる。
GPSアイテム
ボス、ボーナスステージ、やたい（「ヒントじいさま」（後述）がいる場所）の位置情報がマップ上に表示される。
かいふくアイテム
使うとライフが全回復する。1回だけ使用できる。
こうさんアイテム
使うと現在のステージをクリアしたことになり次のステージへ進める。ただし、レベルクリア後の得点が100点にならなくなる。

## ストーリー
とある森の中でモグラの親子が暮らしていた。しかし、父モグラの「モグラ〜ニャ」が不在のある時、棲み処の巣穴にやってきた農夫「じんべえ」により、母モグラと7匹の子モグラがさらわれてしまう。帰宅して家族がいないことに気付いたモグラ〜ニャは、巣穴の前でじんべえからの置き手紙を発見する。モグラ〜ニャは家族を取り戻すべく、手紙に書かれていたじんべえの領地「じんべえランド」へと足を踏み入れる。

## 登場キャラクター

### メインキャラクター
モグラ〜ニャ
主人公。サングラスをかけている。
モグリ〜ナ
モグラ〜ニャの妻。
子モグラ
モグラ〜ニャの7匹の子供。皆姿が瓜二つだが、首につけているスカーフの色がそれぞれ異なる。
ヒントじいさま
ステージ各所にアドバイス用の看板を立てているモグラ。各レベルの一角で、ライフが全回復するハートをやたいに乗せて待っている。ライフの回復後に5回連続で話しかけるとゲームオーバーになる。
じんべえ
モグラ〜ニャの妻と子をさらった農夫。最終ボスとして現れるほか、ボーナスステージにも登場する。

### 敵キャラクター

#### 一般キャラクター
アジラ
恐竜のような姿。左右に往復する。
レベル1の殆どとレベル2の前半、レベル6の一部ステージに登場。
ラビッピ
白いウサギのような姿をしているが、アジラやフェイスネークと同じくただ左右に往復するだけ。
レベル3のほぼ全面とレベル5、7の雪のステージにのみ登場。
取扱説明書でのヒントじいさま曰く、「ウサギのくせに、跳ねたりせんから気にすることもない敵じゃ。」とのこと。
フェイスネーク
大きい口をあけたヘビのような姿をした二足歩行の生物。左右に往復する。
レベル2から登場。
モロQ
たらこ唇のついた黒い体の敵。上下に往復する。
レベル1から登場。
エンペラ
ペンギンのような姿。上下に往復する。
レベル5から登場。
ガジャ
ジャガイモに顔と手足が付いたような生物。上下に往復する。
レベル2から登場。
子ネヂミ
ハリネズミのような姿。上下または左右に往復し、穴を通じて地上と地下を行き来する。穴から半身を出している時以外に触れるとダメージを受け、他の敵キャラとは違い動きが大きく当たり判定も広い。
レベル5と7に登場するほか、レベル5と8のボス戦では親ネヂミと共に現れる。
アソン
半裸の人型の敵。フィールドの地形や仕掛けに沿って移動する。
レベル2から登場し、レベル6のボス戦にも現れる（レベル6のボス戦に現れるもののみ、通常のものとグラフィックが異なっている）。
バル
フグのような姿。斜め方向に移動する。
レベル2から登場。
ウニチク
周囲にトゲが付いた黒い球体の敵。上下または左右方向に往復する。通常の攻撃では倒せず、ステージクリア時に消滅する。
レベル3から登場。

#### ボスキャラクター
カンガルーン
レベル1のボス。カンガルーのような姿。大ジャンプによる踏みつけやお腹の袋から出したリンゴを投げつける攻撃を行う。
サンデス
レベル2のボス。太陽のような姿。力を溜めた後に光を放ち、地上全体を攻撃する。
フンドーン
レベル3のボス。「100t」と書かれた分銅に手足がついた姿。回転しながら体当たりするほか、大ジャンプ後の着地により地下全体を攻撃する。
スパナマン
レベル4のボス。配管工のような姿。じんべえの従兄弟で乙女座の38歳独身。スパナを投げてくるほか、特大の爆弾で地上全体を攻撃する。
親ネヂミ
レベル5のボス。子ネヂミを大きくしたような姿。子ネヂミと同様に地下を走る。4匹の子ネヂミもステージ上を移動する。
サムドン
レベル6のボス。アソンを大きくしたような姿。じんべえの息子。その体は、ステージ上の黒いたまと鎖で繋がれている。ステージ内ではアソンが動き続けている。
ユキだるマン
レベル7のボス。雪だるまのような姿。大ジャンプによる踏みつけ攻撃を行う。攻撃を加えるごとに分裂し、このとき体当たりしてくる。
じんべえ
レベル8のボス。これまで登場した7体のボスとの再戦後に戦うことになる。周囲を高速で回転したりモグラ〜ニャを追いかけたりしながらクワを投げつける。

## 移植版
| No. | タイトル     | 発売日                                    | 対応機種        | 発売元 | メディア                                      | 型式 | 備考 | 出典        |
| --- | ------------ | ----------------------------------------- | --------------- | ------ | --------------------------------------------- | ---- | ---- | ----------- |
| 1   | モグラ〜ニャ | 2000年3月1日                              | ゲームボーイ    | 任天堂 | フラッシュロムカセット （ニンテンドウパワー） | -    |      |             |
| 2   | モグラ〜ニャ | 2012年7月26日 2012年10月4日 2012年11月7日 | ニンテンドー3DS | 任天堂 | ダウンロード （バーチャルコンソール）         | -    |      | [ 1 ] [ 2 ] |

## スタッフ
- エグゼクティブ・プロデューサー：山内溥
- プロデューサー：宮本茂
- ディレクター：亀山雅之
- コーディネーター：菱田達也
- プログラマー：星野義明、安間基夫
- デザイナー：渡辺直樹、高橋英子、あおきのりこ
- サウンド・コンポーザー：阪東太郎
- スペシャル・サンクス：立本正博、橋下友茂、荒木泰介、前岩克知、桜井邦子、梅田賢司、ながしまたかはる、榎紀行

## 評価
- ゲーム誌『ファミコン通信』の「クロスレビュー」では合計24点（満40点）[4]、『ファミリーコンピュータMagazine』の読者投票による「ゲーム通信簿」での評価は以下の通り22.1点（満30点）[7]。

| 項目 | キャラクタ | 音楽 | お買得度 | 操作性 | 熱中度 | オリジナリティ | 総合 |
| 得点 | 3.9        | 3.6  | 3.6      | 3.6    | 3.9    | 3.6            | 22.1 |

- ゲーム本『ゲームボーイパーフェクトカタログ』では、「ただの迷路ではなくパズル要素を加えた隠れた良作だ」と肯定的に評価した[9]。

## 関連作品

### 攻略本
- モグラーニャ〜GAME BOY、小学館（ワンダーライフスペシャル 任天堂公式ガイドブック）、1996年8月、ISBN 4-0910-2555-2
- モグラーニャ必勝攻略法、双葉社（ゲームボーイ完璧攻略シリーズ）、1996年9月、ISBN 4-5752-8641-9
- モグラーニャ、芸文社（ゲームボーイ 100パーセント遊ぶ）、1996年9月、ISBN 4-8746-5320-0

### 漫画
『コロコロコミック』（小学館）誌上にて、1996年10月号 - 11月号の間連載が行われた。作者はやましたたかひろ。
また、エニックスよりアンソロジーコミック『モグラ〜ニャ 4コママンガ劇場』が発売された（1997年4月25日、ISBN 4-8702-5953-2）。